# Robert Georges Nivelle
Robert Georges Nivelle (Tulle, 15 ottobre 1856 – Parigi, 22 marzo 1924) è stato un generale francese della prima guerra mondiale.

## Biografia
Nacque nel Limosino da padre francese e madre inglese, e si diplomò alla École polytechnique e a partire dal 1878 servì in Indocina e in Cina come ufficiale di artiglieria. Dopo aver preso parte alla spedizione degli otto paesi occidentali alleati durante la Ribellione dei Boxer, rimase ancora in Asia, incaricato di una missione presso il governo coreano.
Trasferito in Algeria con il grado di tenente colonnello, fu capo di stato maggiore delle forze francesi dislocate nella colonia e, nel dicembre 1913, tornò in patria dove fu promosso colonnello e posto al comando del IV reggimento di artiglieria a Besançon. Qui si trovava allo scoppio del primo conflitto mondiale.

### Prima guerra mondiale
Artigliere di grandi capacità, fu promosso generale di brigata nell'ottobre 1914. Nivelle era fautore di una tattica aggressiva e sosteneva l'impiego del fuoco di sbarramento mobile come unica soluzione in grado di porre fine alla guerra sul fronte occidentale.
L'artiglieria doveva dirigere il proprio fuoco immediatamente davanti alla fanteria, in modo da abbattere ogni ostacolo e aprirle la strada, spostando progressivamente il tiro in avanti man mano che la fanteria procedeva. Ad ogni batteria veniva assegnata una zona di terreno ben delimitata e un rigido limite di tempo in cui doveva essere colpita; questo per poter sincronizzare la progressione tra artiglieri e fanti in un'epoca in cui non esistevano mezzi affidabili di comunicazione durante la battaglia.
L'intenso fuoco che Nivelle fu in grado di mantenere con questa tecnica giocò un ruolo chiave nel fermare gli attacchi tedeschi durante l'offensiva francese in Alsazia nelle prime fasi della guerra, così come nella Prima battaglia della Marna (5–10 settembre 1914) e nella Prima battaglia dell'Aisne (15–18 settembre 1914).
Dopo l'offensiva scatenata dai tedeschi a Verdun, Nivelle ottenne, insieme al generale Mangin, due successi significativi sia dal punto di vista militare che simbolico: la riconquista di Fort Douaumont (24 ottobre) e di Fort Vaux (3 novembre 1916), catturando seimila prigionieri. A seguito di queste importanti vittorie, a Nivelle venne dato l'incarico di comandare l'intero settore di Verdun al posto di Philippe Pétain, di cui era stato fino ad allora assistente.
Proseguendo nell'offensiva, a dicembre dello stesso anno sferrò l'offensiva finale contro l'esercito tedesco e, grazie al successo ottenuto, conquistò la fiducia del Primo Ministro francese Aristide Briand, che il 13 dicembre 1916 lo promosse comandante in capo dell'esercito al posto di Joseph Joffre, giudicato d'impostazione troppo statica.

#### L'offensiva di Nivelle(primavera 1917) e la sua sostituzione
Con i suoi progetti entusiastici e il grandioso piano messo a punto per vincere la guerra entro il 1917, riuscì a convincere l'alleato britannico, forse anche in virtù della sua fede protestante e del suo inglese fluente, e Lloyd George accettò di porre al suo comando una parte delle truppe britanniche.
Il piano prevedeva un attacco britannico per trattenere le riserve tedesche, seguito da una massiccia offensiva generale francese, incentrata sul saliente Arras–Soissons–Reims. Tuttavia Nivelle non si trattenne dal parlare del suo piano con chiunque, giornalisti compresi, mentre i tedeschi riuscirono a trovare delle copie del piano di battaglia nelle trincee francesi catturate; di conseguenza si perse l'elemento sorpresa. Quando fu lanciata nell'aprile 1917, l'Offensiva di Nivelle fu un fallimento totale: 350.000 uomini perduti tra morti o feriti per un guadagno di terreno insignificante, una disfatta che gli valse l'appellativo di macellaio (boucher) dello Chemin des Dames.
Nivelle continuò tuttavia a seguire la propria strategia e rifiutò di dimettersi anche quando l'esercito iniziò ad ammutinarsi. Fu destituito il 15 maggio 1917 e rimpiazzato da Pétain, che riuscì a restituire alle forze francesi la capacità di combattere.
Sottoposto a inchiesta e poi prosciolto, nel dicembre 1917 fu inviato lontano dal fronte in Nord Africa, dove trascorse il resto della sua carriera militare prima di ritirarsi nel 1921 a Parigi dove morì tre anni più tardi nel suo letto.